# Herrarnas 105 kg i tyngdlyftning vid olympiska sommarspelen 2012
Huvudartikel: Tyngdlyftning vid olympiska sommarspelen 2012
Herrarnas tyngdlyftning i 105 kg-viktklassen vid Olympiska sommarspelen 2012 hölls den 6 augusti 2012 i Excel London.

## Tävlingsformat
Varje tyngdlyftare får tre försök i ryck och stöt. Deras bästa lyft i de båda kombineras till ett totalt resultat. Om någon tävlande misslyckas att få ett godkänt lyft, så blir de utslagna. Ifall två tyngdlyftare hamnar på samma resultat, är idrottaren med lägre kroppsvikt vinnare.

## Resultat
| Placering | Idrottare                | Grupp | Kroppsvikt | Ryck (kg) | Ryck (kg) | Ryck (kg) | Ryck (kg) | Stöt (kg) | Stöt (kg) | Stöt (kg) | Stöt (kg) | Total |
| Placering | Idrottare                | Grupp | Kroppsvikt | 1         | 2         | 3         | Resultat  | 1         | 2         | 3         | Resultat  | Total |
| --------- | ------------------------ | ----- | ---------- | --------- | --------- | --------- | --------- | --------- | --------- | --------- | --------- | ----- |
| 1         | Navab Nassirshalal (IRI) | A     | 104.41     | 183       | 183       | 184       | 184       | 222       | 227       | 229       | 227       | 411   |
| 2         | Bartłomiej Bonk (POL)    | A     | 104.01     | 185       | 188       | 190       | 190       | 219       | 220       | 225       | 220       | 410   |
| 3         | Ivan Efremov (UZB)       | A     | 103.83     | 175       | 179       | 183       | 183       | 213       | 218       | 225       | 218       | 401   |
| 4         | Ahed Joughili (SYR)      | A     | 104.98     | 172       | 180       | 184       | 180       | 215       | 218       | 225       | 218       | 398   |
| 5         | Artūrs Plēsnieks (LAT)   | B     | 103.69     | 167       | 171       | 175       | 175       | 208       | 215       | 225       | 215       | 390   |
| 6         | Jorge Arroyo (ECU)       | B     | 103.96     | 175       | 180       | 185       | 185       | 200       | 200       | 208       | 200       | 385   |
| 7         | Jürgen Spieß (GER)       | B     | 104.45     | 167       | 172       | 175       | 172       | 197       | 202       | 214       | 202       | 374   |
| 8         | Serhiy Tahirov (UKR)     | B     | 104.72     | 166       | 171       | 174       | 174       | 200       | 207       | 208       | 200       | 374   |
| 9         | Martin Tešovič (SVK)     | B     | 104.19     | 162       | 167       | 170       | 167       | 190       | 196       | 196       | 196       | 363   |
| 10        | Alexandr Zaichikov (KAZ) | B     | 94.74      | 155       | 165       | 165       | 155       | 195       | 201       | 205       | 205       | 360   |
| 11        | Jorge García (CHI)       | B     | 104.41     | 150       | 150       | 161       | 150       | 191       | 191       | 191       | 191       | 341   |
| 12        | Walid Bidani (ALG)       | B     | 101.45     | 160       | 160       | 165       | 160       | 180       | 180       | 180       | 180       | 340   |
| —         | Gia Machavariani (GEO)   | A     | 103.86     | 185       | 185       | 185       | 185       | 220       | 220       | 225       | —         | —     |
| —         | Kim Hwa-seung (KOR)      | A     | 104.55     | 178       | 178       | 178       | —         | —         | —         | —         | —         | —     |
| —         | Marcin Dołęga (POL)      | A     | 104.01     | 190       | 190       | 190       | —         | —         | —         | —         | —         | —     |
| DQ        | Oleksiy Torokhtiy (UKR)  | A     | 104.31     | 185       | 190       | 190       | 185       | 222       | 226       | 227       | 227       | 412   |
| DQ        | Ruslan Nurudinov (UZB)   | A     | 102.04     | 184       | 188       | 190       | 184       | 220       | 226       | 226       | 220       | 404   |